# Araceli Ferreyra
Araceli Susana del Rosario Ferreyra (Corrientes, 7 de octubre de 1966) es una política argentina del Partido de la Victoria, que se desempeñó como diputada nacional por la provincia de Corrientes entre 2011 y 2019.

## Biografía
Nacida en la ciudad de Corrientes en 1966, es hija de Eduardo Francisco Ferreyra y de Araceli Méndez de Ferreyra, quien fuera diputada nacional por la provincia de Corrientes entre 2001 y 2007.
Formó parte del Partido de la Victoria, integrando más tarde el Movimiento Evita. Entre 2001 y 2007, integró la Cámara de Diputados de la Provincia de Corrientes. En 2007 fue miembro la convención constituyente que reformó la Constitución de Corrientes, elegida por el Frente Social para la Victoria.
En las elecciones legislativas de 2011, fue elegida diputada nacional por la provincia de Corrientes, siendo reelegida en 2015, finalizando su segundo mandato en 2019. En junio de 2016, abandonó el Frente para la Victoria y, junto con otros diputados del Movimiento Evita, conformó el bloque Peronismo para la Victoria.
En su segundo período, se desempeñó como secretaria de la comisión de Defensa del Consumidor, del Usuario y de la Competencia; e integró como vocal las comisiones de Comunicaciones e Informática; de Intereses Marítimos, Fluviales, Pesqueros y Portuarios; de Libertad de Expresión; de Recursos Naturales y Conservación del Ambiente Humano; y de Relaciones Exteriores y Culto.
Partidaria de la legalización del aborto en Argentina, votó a favor del proyecto de ley de interrupción voluntaria del embarazo de 2018, que fue aprobado por la Cámara de Diputados y luego rechazado en el Senado. Había adherido a la campaña por la legalización unos años antes, sido firmante de uno de los proyectos de ley tratados en 2018. En una entrevista, afirmó haber abortado en tres ocasiones.
En abril de 2021, fue designada directora de Género e Igualdad de la Dirección Nacional de Fortalecimiento y Apoyo a las Organizaciones de la Agricultura Familiar, Campesina e Indígena en el Ministerio de Agricultura, Ganadería y Pesca de la Nación.